# Zbrîj, Borșciv
Zbrîj (în ucraineană Збриж) este un sat în comuna Burdeakivți din raionul Borșciv, regiunea Ternopil, Ucraina.

## Demografie
Componența lingvistică a localității Zbrîj
     Ucraineană (100%)
Conform recensământului din 2001, toată populația localității Zbrîj era vorbitoare de ucraineană (100%).